# Акрефнион
Акрефнион (на гръцки: Ακραίφνιον) е голямо село в Беотия, Централна Гърция. Сегашното си име селото носи по името на античния град Акрефия.
До 1933 г. селото носи името Кардица (Καρδίτσα), макар името му да е записано на английска географска карта от 1829 г. като Къртица (Kartitza). Намира се на надморска височина от 180 метра източно от падината на езерото Копаис, източно от езерото Паралимни и северозападно от езерото Илики в подножието на ниската беотийска планина Птоон (Птоя).
Автомагистрала А1 (Гърция) заобикаля селото от юг и запад. Между Акрефнион и съседното Кокино се намира манастирът Пелагия, т.е. „Рождество Богородично“. 